# ScannerFM
ScannerFM es una emisora de radio musical española localizada en la ciudad de Barcelona, y que está especializada en música independiente y programas dedicados a la cultura urbana. Emite exclusivamente por internet.
Según sus creadores, la radio pretende dar cabida a una programación que abarque los estilos musicales que habitualmente no aparecen en las radios convencionales, ofreciendo así espacios dedicados al indie, electrónica, rock, punk, hip hop y novedades entre otros estilos.

## Historia
ScannerFM fue creada en Barcelona en el año 2004 por los locutores Carlos Medina, Vicent Argudo y Bruno Sokolowicz con un proyecto en el que pretendía abrir un espacio a los géneros y grupos que no solían aparecer en las radiofórmulas o emisoras convencionales españolas. La cadena comenzó a emitir a través de Internet y posteriormente logró una frecuencia FM a través de Ràdio Gracia durante una serie de horas. Además de una radio convencional, la cadena colgaba sus programas en formato podcast a sus oyentes.
En 2005 Scanner consigue hacerse con la cobertura del Primavera Sound, festival de música independiente de Barcelona. La cadena realizó un despliegue importante durante los tres días que duró el festival utilizando líneas ADSL y walkie talkies para comunicar a sus periodistas desplazados. A pesar de los escasos recursos con los que contaba la emisora en sus primeros años, consiguieron ganar gracias a ese trabajo el Premio Ondas de ese año, al "Mejor tratamiento informativo de un acontecimiento". Este reconocimiento, el primero para una emisora de Internet en la historia de estos galardones, le ayudó a expandirse y darse a conocer a un mayor público en toda España.
En el año 2006 la cadena se convirtió en la primera radio española que podía escucharse a través de los teléfonos móviles. Amplió la página web y diversificó su oferta en dos emisoras a través de la red, Scanner FM y Scanner BCN, esta segunda en catalán y con la misma filosofía volcada en los artistas barceloneses. Además, la radio consiguió cubrir de nuevo festivales como el Sónar, posteriores ediciones del Primavera Sound y el Festival Internacional de Benicàssim en colaboración con el Diario El País. En 2007 estrenó una cadena de televisión, también a través de Internet, llamada ScannerTV y que cuenta con una temática similar mostrando los conciertos acústicos, entrevistas y reportajes de artistas independientes.

## Emisoras en internet
- ScannerFM: Actualidad musical.
- Scanner Hits: Grandes éxitos de la música nacional e internacional.
- Flamenca y más: Selección de flamenco y derivados.
- Sónar Radio: Selección musical con artistas del festival Sónar.

## Premios
- Premio Ondas 2005 en la categoría de radio a la mejor cobertura informativa de un acontecimiento.